# Tamás Deutsch
Tamás Deutsch (maďarsky Deutsch Tamás; * 27. července 1966, Budapešť) je maďarský pedagog, právník, pravicový politik, zakládající člen a vedoucí představitel strany Fidesz a současný poslanec Evropského parlamentu s mandátem do roku 2029.

## Biografie
Narodil se roku 1966 v Budapešti v tehdejší Maďarské lidové republice. V roce 1986 začal studovat na fakultě státu a práva na Univerzitě Loránda Eötvöse. Zde se aktivně věnoval protikomunistické činnosti. Na jaře 1988 spolu se svými studentskými kolegy László Kövérem a Viktorem Orbánem založili politické hnutí Fidesz.

### Praha 1989
V srpnu 1989 na výročí invaze vojsk Varšavské smlouvy do Československa se Tamás Deutsch a György Kerényi účastnil protikomunistické demonstrace v Praze na Václavském náměstí s transparentem „přicházíme s květinami, ne s tanky“. Během protestu krátkým projevem jménem maďarské opozice podpořili úsilí svých českých kolegů a omluvili se za účast Maďarska na invazi. Následně byli Veřejnou bezpečností zatčeni a poté vyhoštěni. V Maďarsku je přivítali jako hrdiny.

### Politická kariéra
V prvních svobodných volbách 1990 byl za Fidesz zvolen poslancem Národního shromáždění. Znovuzvolen byl ve volbách 1994 a 1998. V letech 1999 až 2002 zastával v první vládě Viktora Orbána post ministra mládeže a sportu. Ve volbách 2002 a 2006 byl opět zvolen poslancem. Roku 2009 však odstoupil, neboť mezitím byl ve volbách do Evropského parlamentu zvolen europoslancem za Fidesz s mandátem do roku 2014 a opětovně zvolen ve volbách roku 2014, 2019 a 2024.

## Soukromý život
Narodil se v židovské rodině.
Je třikrát rozvedený a je otcem pěti dětí Dávid (* 1989), Bence (* 1992), Zalán (* 2000), Fruzsina (* 2002), Dániel (* 2013).

## Ocenění
- Maďarsko: čestné občanství župy Csongrád (2012)
- Maďarsko: Petőfi-díj (2020)